# Pierre Puiseux
Pierre Henri Puiseux (París, 20 de julio de 1855-París, 28 de septiembre de 1928) fue un astrónomo francés.

## Semblanza
Puiseux nació en París, hijo de Victor Puiseux. Se educó en la École Normale Supérieure antes de incorporarse como astrónomo en el Observatorio de París en 1885.
Trabajó sobre la aberración de la luz, los asteroides, la dinámica lunar, y en colaboración con Maurice Loewy, en el infortunado proyecto de la Carte du Ciel.
Creó un atlas fotográfico de la Luna basado en las 6000 fotografías que tomó junto con Loewy.  En 1892 recibió el Premio Valz, y en 1896 le fue otorgado el Premio Lalande, ambos de la Academia Francesa de Ciencias, en la que ingresaría como miembro en 1912.
En 1900, Puiseux recibió el Premio Jules Janssen, el premio más alto del Sociedad Astronómica de Francia, de la que fje nombrado presidente desde 1911 hasta 1913.
El cráter Puiseux en la Luna fue nombrado en su honor.

## Eponimia
- El cráter lunar Puiseux lleva este nombre en su memoria.[4]

### Necrologías
- JRASC 22 (1928) 394 (una frase)
- MNRAS 89 (1929) 327
- PASP 40 (1928) 413 (un párrafo)

- Datos: Q984602
- Multimedia: Pierre Puiseux / Q984602